# Schwarzer Urjum
Der Schwarze Urjum (russisch Чёрный Урюм, Tschorny Urjum) ist der 136 km lange linke Quellfluss der Tschornaja in der Region Transbaikalien im asiatischen Teil Russlands.

## Verlauf
Der Schwarze Urjum verläuft im Mogotschinski rajon. Er entspringt in den westlichen Ausläufern des Tschernomny-Gebirges, 38 km nordwestlich vom Verwaltungszentrum Mogotscha, auf einer Höhe von etwa 1000 m. In der Quellregion und entlang dem Oberlauf befinden sich mehrere Minen. Der Schwarze Urjum fließt in überwiegend südwestlicher Richtung durch das Bergland. Ab Chaldonka bei Flusskilometer 100 folgt die Transsibirische Eisenbahn dem Flusslauf. Der Schwarze Urjum passiert die Ortschaft Kisly Kljutsch und erreicht bei Flusskilometer 50 die Siedlung städtischen Typs Ksenjewka, wo die Itaka von rechts in diesen mündet. Bei Flusskilometer 35 trifft der Dschalir ebenfalls von rechts auf den Schwarzen Urjum. Anschließend wendet sich dieser allmählich nach Süden und trifft bei der Siedlung Sbeginskoje auf den Weißen Urjum, mit dem er sich zur Tschornaja vereinigt. Das Einzugsgebiet des Schwarzen Urjum beträgt 5190 km².